# Kochreis
Als Kochreis (französisch riz nature) bezeichnet man eine Speise aus gegartem Reis, welche als Beilage und Zutat für andere Gerichte verwendet werden.

## Zubereitung
Zur Vorbereitung reinigt man den Reis durch Abspülen. Anschließend gibt man ihn in kochendes gesalzenes Wasser, und gart ihn darin für 15 bis 18 Minuten. Wird der Reis anschließend sofort verzehrt, kürzt man die Garzeit, weil ein Nachgaren erfolgt. Wird der Reis für andere Zwecke genutzt, spült man ihn nach dem Kochen mit Wasser kurz ab. Als Qualitätsmerkmal gilt, dass die Körnigkeit des Reises erhalten bleibt. Beim Warmhalten bzw. vor dem Servieren wird er ggf. mit Butter verfeinert. Für Butterreis (riz au beurre) schwenkt man den gekochten Reis in zerlassener Butter. Ebenso ist es üblich, den Reis nach dem Kochen im warmen Ofen oder einem Wärmeschrank nachzutrocknen.

## Varianten
- Fetter Reis (riz au gras): Der Reis wird in fetter Brühe gekocht.[3]
- Kreolenart (a la créole): Nach dem Kochen wird der Reis kalt abgespült, abgetropft und auf einem Randblech ausgebreitet und getrocknet. Ergebnis sind trockene einzelne Reiskörner, die für andere Speisen verwendet werden.[3]